# 西门丁
西门丁（1949年—）香港作家，编剧。本名王余，福建泉州人，幼年随母到香港，因故辍学，1980年偶向香港《武侠世界》投稿得采用，由此开始大量创作各类小说，风靡东南亚华人世界。他的作品大都交香港环球出版社出版印行，总计一百三十余册。
西门丁是港台武侠后期的代表作家，其作品以构思见长，注重悬疑性和推理性，文坛上将他跟黄鹰、龙乘风合称“武侠世界三剑客”或“新三剑客”以跟台湾武侠三剑客（司马翎、卧龙生、诸葛青云）区别。而他以“高健庭”笔名出版的“山猫王森”系列则是香港最热门的动作小说。另有南宮烈、葉展彤、王一龙、端木翊斐等十余个笔名。

## 生平
1949年，西门丁在福建泉州出生，1959年随母到香港生活。他从小学三年级便是图书馆常客，五年级（十二歲）开始阅读武侠小说和中国古典小说。他看的第一本武侠小说是倪匡作品。
西门丁十五歲读初中一年级时，母亲因胃癌病逝，其父携妻子骨灰回泉州安葬。西门丁的大哥是骨科医生，见父亲腿部有疾，便让他留下疗养，哪知父亲的回乡证竟因此过期，无法再出境。幸好父亲曾借钱给一位朋友经商，这时便让那位朋友每月将利息寄给寄居婶母家的西门丁，供他生活、念书。西门丁读初二时，和几个同学成立一家文社，用油印出版了六期半月刊，后来改出月刊，共出十一期。到了初三那年，父亲那位朋友因故被菲律宾政府判处十年监禁，西门丁生活无着，只好辍学打工，并用业余时间到香港美专学习西洋画，毕业后曾跟同学开办两次联合画展。后来，他转向工商美术和广告设计方向发展，跟朋友合办广告公司，代理马来西亚的一种方便面，使之成为香港同类产品的销售冠军，奈何该马来西亚公司的老板犯事，使他几乎收不到钱。他又跟同学开贸易公司贩售菲律宾椰子，一年后便做到全港最大的椰子供货商，哪知又因卖方的一个错误，导致公司关门。艰难之际，一个朋友介绍他去给台湾游客当导游，这使他接触到不同年龄、不同学历和不同背景的人。
1978年，西门丁以五万字短篇武侠小说《仇谜》向《武侠小说周刊》投稿，主编黄鹰看后立刻和他联系，不相信这是他的处女作。1980年，西门丁送旅客上飞机之后，在机场买了本《武侠世界》杂志，见上面有征文启事，便利用夜晚休息时间创作八万字武侠小说《小镇风云》投寄。「我家門向西，我在家中排行第四，取名西門丁。」两个月后，该杂志的编辑郑重先生来电约见，事后要求西门丁一周内再交民国背景和现代背景的短篇小说各一。西门丁如期交稿。郑重见他确有创作才华，便问他能否全职写作，每期给《武侠世界》交一篇二万五千字至三万字的小说，一年后方可写中长篇；如有特别需要再临时增加稿量。（一旦别的作家断稿，由他紧急供稿以保证杂志内容。西门丁的“山猫王森”系列和《鬼镇捉妖》都是给朱羽补白而作。）西门丁不想放弃导游工作，只答允按时交稿。
如此两个月之后，西门丁觉得短篇小说无法满足自身创作欲望，抽空完成“双鹰神捕”第一个故事《龙王之死》交给杂志社。而《龙王之死》刊出前后，他又拿出同系列的《虎父犬子》和《双鹰会江南》两个故事，让郑重很不高兴，觉得他违背了“暂时不碰中长篇”的约定。哪知一个月后，读者反响奇佳，郑重竟主动让他构思第四个“双鹰神捕”故事，后来甚至打算让他写满百数。西门丁由此全职创作，但是当他写到“双鹰神捕”第二十五六个故事时，实在觉得乏味，索性在第三十个故事里让双鹰神捕退出江湖。结果《武侠世界》接到大量读者来函、来电，都要求杂志社续登该系列故事，而且其中不少是海外的长期订户。以致《武侠世界》特地宴请西门丁，将厚厚一叠读者来信拿给他看。西门丁被对方说服，答允一年后让双鹰复出，故有“双鹰神捕后传”之作。
西门丁以“双鹰神捕”系列一举成名，得新加坡《南洋商報》约稿，答以《蝙蝠·烏鴉·鷹》这一“杀手”故事，反响甚好。据说《南洋商报》有一读者调查，西门丁作品在小说范围内名列第一，超过同期刊登的梁羽生作品修订本。后来《南洋商報》跟《星洲日报》合并为《南洋星洲联合早报》，除延续梁羽生小说修订本，又登出金庸《鹿鼎记》修订本。在该报的第一次读者调查之中，西门丁作品的受欢迎程度仅仅次于金庸，而再次高于梁羽生。报社将该事告知《武侠世界》老板罗斌，后者要来稿子在《武侠世界》刊登后见效果确实不错，便请西门丁续写“杀手传奇”系列逾二十篇。
西门丁全盛时期，每月稿量近三十万字，经常从下午两点写到半夜两点，以供给《武侠世界》及另外三四份报纸。因《武侠世界》当时销往台湾，主编特意叮嘱，在左派报纸发表作品时不能用《武侠世界》上用过的笔名，所以西门丁的这些稿件往往要用其他笔名发表。比如他给《晶报》的小说，就都署“南宫烈”名；给《澳门日报》的则署“端木翊斐”名。而《武侠世界》为显示作者群人数庞大，也会让同一个作家以不同笔名发表作品，西门丁就曾被该杂志强行扣上“王一龙”这个新笔名。他又有一个“葉展彤”笔名，是卧龙生介绍台湾大然出版社推出他的“齊雲飛傳奇”系列时，一位女编辑提议他改的，理由是较有诗意可吸引女性读者。总之，西门丁前后用过十几个笔名。
从1987年开始，西门丁不再全职创作，而是重操旧业开了一家旅行社。“當時再寫下去也走不出死胡同，好似一部車，無入油會死火。我轉做旅行社，遊不同地方，開闊視野，對我寫小說反而有利。”
2000年，福建人民出版社推出“双鹰神捕”系列简体字版。小说上市后，出版社在南京大学组织活动，请西门丁现场演讲以配合新书销售。当晚南京大学有三场演讲，其中之一是余秋雨，但是来听西门丁演讲的学生越来越多，大家不断提问，竟然让活动超时一小时。江苏省电视台外景队也从余秋雨那边抽调人手，来摄制西门丁演讲的尾声，并于次日到酒店对他进行专访。

## 作品一覽

### 双鹰神捕
- 《龙王之死》
  - 《武侠世界》总号1114
- 《虎父犬子》
  - 《武侠世界》总号1122
- 《双鹰会江南》
  - 《武侠世界》总号1126
- 《血洞房》
- 《玉佩疑云》
- 《刺客惊龙》
- 《毒计》
- 《魔障》
- 《陵墓惊魂》
- 《连环杀》
- 《玉佛谜》
- 《泥菩萨》
- 《无影针》
- 《隐身凶手》
- 《粉罗刹》
  - 《武侠世界》总号1172，时名《香车夫人》。
- 《霜葉恨》
  - 《武侠世界》总号1174
  - 《武侠世界》总号2425重刊，署名高健庭
- 《神玉璧》
  - 《武侠世界》总号1177
- 《大毒宴》
- 《笔笔恩仇未了情》
- 《活骷髅》
- 《白幽靈》
  - 《武侠世界》总号2449重刊，署名高健庭
- 《失尸记》
- 《泣血鸟》
- 《翡翠双姝》
- 《血洗英雄心》
- 《连环案》
  - 《武侠世界》总号1212（第24年28期），时名“雾中花”
- 《灭门》
  - 《武侠世界》总号1216（第24年32期）
- 《青冥钱》
- 《血雨红灯》
- 《迫虎归山》

双鹰神捕后传
- 《宮廷風雲》
  - 《武侠世界》总号1327（第26年44期）～总号1343（第27年03期）
- 《囊中秘》
  - 《武侠世界》总号1352（第27年12期）～总号1360（第27年20期）
- 《麒麟鎖》
  - 《武侠世界》总号1379（第26年39期）～总号1388（第27年48期）
- 《奪屍》
  - 《武侠世界》总号1410（第28年18期）～总号1417（第28年25期）

### 山猫王森
王森是民國時代山東省偵緝大隊長，其人兼有着福爾摩斯的精明頭腦，以及鐵金剛般矯捷靈活身手，是古代鐵面捕快，與現代辣手神探的混合。「山貓」正是他的外號。他的辦案過程被輯錄成檔案，就成爲「山貓王森」故事集。该系列以“王一龍”笔名发表，以“高健庭”笔名出版。盖因一位通晓姓名学的王女士指“西门丁”三字竖排，则“丁”之一横正在“门”下，形如一根门闩将名利挡在门外，特赠他“高健庭”和“端木翊斐”两个笔名。西门丁想换用新名，奈何《武侠世界》等处编辑全都不肯，故只好把“高健庭”一名用来出版民国动作小说。遗憾的是，随着香港回归日近，民众担忧当地经济会大幅倒退至民国时期，出版社受到限制，纷纷绕开民国背景小说，以致“山猫王森”系列的后几部作品大都不曾出版。
- 《山貓王森》
山東青島市內藏污納垢的蜘蛛巷區，猶如昔日香港的九龍城寨，龍蛇混雜，烏煙瘴氣，黃、賭、毒式式俱備。其中幫派勢力割據，明爭暗鬥，又有四方亡命之徒視之爲收容站。兇殺、武鬥成為家常便飯。然而這一次被殺者卻是鴉片煙館的大老闆王麻子。而且殺人的手法極端兇殘，頭顱不翼而飛。王森充分運用他的足智多謀，神機妙算，卒破案於鬼神莫測之間。——「山貓王森」的序幕篇：《山貓王森》。[3]
- 《勇闖虎山》
一批龐大軍火離奇被劫，消息傳至山東省治安部門，震驚上下，偵查的任務自然又落到了王森的身上。不過這次沒有那麼順利了，不但綫索多番告斷，王森自己亦身陷埋伏，九死一生——王森的另一個精彩故事《勇闖虎山》，同供讀者欣賞。[3]
- 《誓不低頭》
一個原本嫉惡如仇、剛正不阿的偵緝局長，被環境所逼，鋌而走險，終於陷罹殺身之禍，成爲絕路亡魂。
然而王森是永遠不會向惡勢力低頭的，只要一息尚存，他都要不屈不撓，堅持到底。就是付上一條生命，他也在所不惜，因爲他深信眞理與正義永遠不死。眼看着身邊同僚一個倒下又一個，敵人的氣燄越來越是囂張，正義是否眞能戰勝邪惡？最令王森震驚的是，偵緝局中竟然已有不少同僚暗中變節，爲了金錢，爲了妻兒能得溫飽，而甘心向敵人屈服、賣命！王森在四面楚歌、草木皆兵之下，獨立殺出一條血路！橫眉冷目，闖過槍林彈雨，刀山火海，不擒眞凶誓不回頭！這是破釜沉舟的一次！是當洒下男兒熱血的時候了……
- 《花瓶奇案》
濟南城裡的明歌星朱丹鳳在赴富商秦黃金六十大壽的喜宴時，被秦看中要施強，兩人正在書房糾纏間，秦忽然被花瓶擊中致死，朱丹鳳自然成爲殺人兇手而被關進牢房。
在這生死關頭，幸得她當偵緝工作的情人小陶爲她四出奔走，請來高明的偵緝大隊長王森，取得復查權，對案情展開全面週密、細緻的調查分析，幾經曲折，終於在法院開庭的前兩天查出了誰也意想不到的真兇……
故事內容驚險，情節迂迴曲折，扣人心弦，引人入勝。特別是主角王森有着高超的洞察力及使人折服的破案能力，能抓住蛛絲馬跡，屢破錯綜複雜的案情，深受廣大讀者的喜愛。[5]
  - 《武侠世界》總號1293（第26年第05期）
- 《黃金夢》
山貓王森的故事一向深受廣大讀者歡迎，作者高健庭繼「花瓶奇案」一書後，又爲大家獻出有關王森故事的「黃金夢」一書。
仇天瑞、鄭雙喜與孟大雄三匪聞知濟寧城裏的名醫閻王敵家中藏有一批價值連城的黃金磚，是閻之父親以前當响馬時竊得的，他們認爲閻王敵即使失去這些金磚也不敢報案。
他們經過周密的計劃，終於得手，但由於他們在匆忙逃走時丟下手榴彈炸死了閻王敵而引起了保安局偵緝人員的重視。
三匪得手後，正做着到上海、天津享樂之夢，想不到躲了兩天，當他們準備帶黃金遠走高飛時，卻發現藏在地窖裏的黃金不翼而飛，由此互相猜疑而產生火併，孟大雄殺死仇、鄭兩匪之後倉惶逃走，終也逃不出以王森爲首的偵緝隊員之手，最后偵緝人員以敏銳的洞察力和高超的智慧，終於查出黃金的下落。[6]
- 《血濺山東》
威武、健壯的山東漢子魯長風憑着他的膽略和高超的武藝，在擂台上連續打敗了兩個到山東萊陽城挑戰的東洋武士，爲山東人爭回了連日來失敗的面子，因此被大家譽爲山東英雄。
他爲人俠義的性格及超人的武藝被萊陽鉅富魏守信看中，因此魏以僞善的面孔和狡猾、卑鄙的手段使魯長風誤認爲魏是他的救命恩人與再生父母，因而認魏爲乾爹，並死心塌地爲他賣命。
偵緝大隊長王森對魏守信的所爲早有懷疑，因而喬裝入其內部，在一次魯長風爲魏守信偷運大煙中，幸得王森及時向他道破眞相，使他恍然大悟，並協助王森破獲這個販毒集團……[7]
  - 《武侠世界》總號1304（第26年第16期），時名“山東英雄”
- 《龍鳳鬥智》
肅殺的秋風，將山東的草木染成一團紅一團黃，在騷人墨客的眼中，煞是美麗。但一羣緑林中人，卻因三十年前失蹤的一批金磚而在此掀起一片腥風血雨。當中的自相殘殺、陰謀巧詐令人不寒而慄，而其中更牽涉及偵緝隊員滲入臥底，引出連場惡戰，更有多番鬥智鬥謀的精采局面。且看有「山貓」之稱的偵緝隊長王森如何偵破這宗三十年前的失竊案。龍爭虎鬥之餘還有情深意重的愛情故事。[8]
- 《兩代情仇》
山東的唐匡與宋大全本是一對共患難、共富貴的好兄弟。無奈因時失義，唐匡在自保的情況下殺了宋大全。宋的妻子帶同兒子宋建城逃奔上海，並栽培兒子成爲一個文武雙全的人，務求爲夫報仇。
宋建城回山東後，卻重遇了唐匡的女兒唐珍珍。珍珍的痴情令他感動，動搖了他對復仇的決心，加上唐匡的勢力雄大，令到建城屢次身陷險境，幸得有「山貓」之稱的偵緝隊長王森幫助，才能脫險。究竟建城會否殺死唐匡爲父報仇？他與唐珍珍的一段情又將如何了結？
- 《天羅地網》
山貓王森的故事早已深入人心，這裡介紹的是王森如何以其聰明才智偵破一宗歷史罕見的大型運毒品的案子。
秦山傑曾經被人強擄上山當土匪，後來雖浪子回頭，洗手不幹，但他出眾的智勇被土匪頭子看中，因而擄走他的妻子作人質，逼他代運大煙。
秦山傑愛妻心切，只好答應，但他縱然智勇雙全，也逃不出機智勇敢、破案無數的偵緝總隊長山貓王森所佈下的天羅地網……而最后秦山傑能否與妻子團聚呢？
故事迂迴曲折，扣人心弦。[9]
  - 《武侠世界》總號1321（第26年第33期）
- 《白癡》
- 《网中蠍》
山貓王森出差未回，濟南城內連爆三大無頭公案：萬山古董店光天化日之下被獨行大盜劫掠巨寶！年輕忠實的火機追賊被殺，慘死街頭！偵緝隊長離奇失蹤，數日後發現其陳屍於妙齡女子獨居之閣樓上！……案件轟動濟南城內外！
面對棘手凶案，毫無頭緒，王森偏偏又被美麗溫婉少女癡纏！
山窮水盡，柳暗花明。究竟王森如何擺脫情困？如何方能查出線索，破案緝兇？[10]
  - 《武俠世界》總號1331（第26年第43期）
- 《抽不盡的絲》
  - 《武俠世界》總號1335（第26年第47期）
- 《凶險的假期》
- 《半張鈔票》
- 《深山愛火》
- 《戲中戲》
- 《鑽戒的秘密》
- 《六顆痣》

### 殺手傳奇
西门丁辍学之后，晚间常到朋友家里画油画，靠卖画维生。有一位内地青年常来看他作画，西门丁和他攀谈，提到大陆形势，对方一听“红卫兵”便大哭不止。西门丁后来方知，那人本是一个红卫兵头目，受人唆使揪斗了一位长期资助他求学的老师。老师悲愤交加，不堪折磨从二楼跳下，弄致下半身彻底瘫痪。周围人见他恩将仇报，都不再跟他往来。该人因此进行反思，深感愧对恩师，只好偷渡到香港打工，月月都汇出半数工资给老师治病。
1985年，西门丁接到新加坡《联合早报》约稿，突然想到那青年的迷途知返，文思如泉涌，十天内便完成《蝙蝠•乌鸦•鹰》这一杀手故事，赴新马旅游时顺道交稿。根据小说见报后的读者调查，这部作品的受欢迎程度仅仅次于金庸的《鹿鼎记》修订本。西门丁跟《武侠世界》编辑郑光茶叙提到此事，后者带复印件回去阅读，三天后联系西门丁表示《武侠世界》亦欲登出该作。西门丁欣然答允，且觉得杀手故事是崭新题材，又作《最后一剑》交给该社。郑光索性向他约十份稿，希望杀手故事成一系列。结果西门丁欲罢不能，陆续创作长短故事近二十个。
2007年初，广州制片人段飞宇向西门丁借阅著作，西门丁便将杀手系列故事带给他看。数月后，西门丁有事赴穗，跟段飞宇碰面闲聊，两人都觉得可把《蝙蝠·乌鸦·鹰》、《最后的剌杀》和《太监头陀剑》糅合成一长篇。西门丁回港后立刻动手，很快完成六十万字的《蝙蝠·烏鴉·鷹（新版）》交《武侠世界》登出。
- 《蝙蝠·烏鴉·鷹》
這是西門丁先生繼《殺手之父》一書後的另一創新之作，作者以細膩的手法刻劃了各個殺手的複雜矛盾的心情。
蝙蝠、烏鴉、鷹都是殺手的代號，然而蝙蝠受烏鴉指揮，而烏鴉又聽命於鷹。
陸無涯是烏鴉訓練出來的第三代蝙蝠殺手之一，由於他的武藝超羣，才智過人，因此深得衆師弟妹的欽佩，並先後得到七師妹及五師妹的愛情，但是他們一個個都在爲烏鴉完成了任務之後遭到烏鴉的暗算而死。爲了替師弟妹報仇，他施計使烏鴉不敢毒死他。
一次偶然的機會，他邂逅了「義動江湖」的大俠韓師道之女——韓如玉，由於兩人出身懸殊，他們只得隱居深山，並育下一對兒女，期間陸武藝大增。
數年之後，如玉思父，陸與妻兒往見岳父，想不到烏鴉便是韓府之管家，而其岳父則是指揮烏鴉的鷹……最后蝙蝠、烏鴉、鷹的命運各如何？請詳看全文。[11]
- 《最後一劍》
  - 《武俠世界》總號1417（第28年25期）
- 《雙龍闖關》
  - 《武俠世界》總號1425（第28年33期）
- 《第三類殺手》
  - 《武俠世界》總號1428（第28年36期）
- 《殺手血》
「一劍三影」是江湖上有名的殺手組織，爲首的江滿楓帶著助手何佐、奚右戰無不勝，所向披靡。
多年的殺手生涯，江滿楓漸感生厭，遂決定替恩師完成這一任務之後，從此退隱，無奈在這時，他却遭人誣告，被禁囚牢。奚右性情急躁，誓要手刄仇人，他幾經艱辛，終於成功了，但這却令他犯了畢生最大的錯誤，最後只可用血來償還……[12]
  - 《武俠世界》總號1435（第28年43期）
- 《鐵觀音》
天水幫幫主帶了左右護法巫溪和方斗山，爲了擴展勢力，秘密到江南踩道，突遭十八個殺手狙擊，被打得落花流水，人仰馬翻。其中以外號鐵觀音的殺手——虞美玉，最爲勇猛，而且機智過人。
虞美玉當殺手多年，雖然能賺到大筆的錢，但內心深感愧疚，决心隱居不幹，享天倫之樂。沒想到，她當殺手時，一家大小平安，當她洗手不幹後，却一家大小全遭暗殺。她懷着一腔複雜、悲痛的心情，和智勇雙全的方斗山化敵爲友，忠誠合作，找出兇手，眞相大白。
作者不但把打鬥場面描寫得緊張刺激，還把殺手們的心態描寫得絲絲入扣。[13]
  - 《武俠世界》總號1441（第28年49期）
- 《白頭夢》
  - 《武俠世界》總號1444（第28年52期）
- 《無面人》
林德勝是一位從不隱名易姓的職業殺手，他被一神秘人重金聘請往殺一惡貫滿盈的惡魔。
生意順利完成，但他却被人斥責殺了一個與世無爭的俠士，還遭人偷襲和追殺。爲查明眞相，他四處打探神秘人的身份和下落，後來竟被他發現那神秘人原來是一個沒有臉皮的人，還揭發他的身份和一項大醜聞……[14]
  - 《武俠世界》總號1450（第29年06期）
- 《石像之秘》
  - 《武俠世界》總號1454（第29年10期）
- 《黃雀》
  - 《武俠世界》總號1459（第29年15期）
- 《無情殺手有情人》
澹台鵰和余曉君本是夫妻，自澹台鵰結識了女殺手韓明後拋妻棄女，移情別戀。
澹台鵰爲了博得女殺手歡心，不但自己當殺手，還培養了八個年輕的佐臂。余曉君也不甘示弱，爲了與韓明一較高下，除了親自擔綱外，還把女兒培養成得力助手。他們的恩怨竟拖連到下一代成爲殺親戮朋的冷血殺手，使他們從小具有鐵石心腸，做盡傷天害理之事。
他們的冷血行爲會帶給他們怎樣的後果？結局出人意表。[15]
  - 《武俠世界》總號1462（第29年18期）
- 《殺手悲歌》
  - 《武俠世界》總號1466（第29年22期）
- 《十三號殺手》
  - 《武俠世界》總號1471（第29年27期）
- 《盟主》
- 《屠獠計劃》
北宋時期，民不聊生，全因外族入侵所引起。若能使契丹不敢入侵，自然國富民强。因此，江湖上愛國志士共策屠獠計劃。並早已在契丹境內埋伏一個外號「血觀音」的女殺手——飛鳳。
江湖上人人皆知的殺手——兪浩南和謝鐵柳，喬裝打扮，聯袂到契丹京師。謝鐵柳製造機會，在將軍府內當教頭。兪浩南毛遂自薦進入耶律休哥將軍府內，憑着文武雙全，深得重用，並在府內遇見飛鳳。三個殺手，密謀狙擊。一日，耶律休哥宴請達官貴人，三人把握良機，及時進攻。兪浩南武功超卓，謝鐵柳粗中有細，一流刀法；飛鳳出手毒狠，招招見血。但耶律休哥府內個個都智勇雙全，眞是殺得難解難分，最後……
故事情節曲折，打鬥場面壯觀激烈。不但寫出愛國志士的豪邁氣概，亦把人性醜惡暴露無遺。[16]
- 《殺手之父》
米盛是殺手之父——農老夫的第三代弟子，他與師妹苗青互相暗戀着。
農老夫以訓練殺手爲業，而且當他一旦認爲他的弟子們已失去利用價值時，他便會無聲無息、不留痕迹地把他們殺掉，每一代的所有弟子都爲他賺錢至流盡最後一滴血，因此，米盛他們都時刻爲自己的命運擔心着。
爲了擺脫農老夫的控制，米盛探得在江湖上享有盛名的湖海幫副幫主蘇立鼎深得正幫主何戴天的厚愛，因此他涉及殺死了蘇並戴上蘇的人皮面具混入湖海幫，後來他的師妹苗青也加入湖海幫。他們以爲找到了安身之處，誰知不久却發現了何戴天與農老夫竟是同一個人。這究竟是怎麽一回事？最後誰存誰亡？而米盛與苗青最終能成眷屬嗎？故事迂迴曲折、驚心動魄、險峯迭起、值得一覽。[17]
- 《最後的刺殺》
黃蜂集團殺手唐郎，爲了恢復自由，毅然接下最后一宗棘手的任務——暗殺金國吏部侍郎梁乙匡。他在師妹柳青青的協助下，兩人假扮兄妹，住進金都。
唐郎經梁乙匡好友的推薦，到梁府任職，在梁乙匡的壽筵上欲乘混亂之際舉手擊殺梁乙匡，可惜梁乙匡摔了一跤避過。機會稍縱即逝，時間却迫在眉睫，唐郎正苦思無計，却在一個元宵夜，百姓紛紛到外賞燈，這正好給唐郎製造一個最佳時機，他能否把握？故事峯迴路轉，結局更是出人意表。[18]
  - 《武俠世界》總號1579（第31年31期）～總號1587（第31年39期），註明“新派湖海恩怨录”
- 《太監頭陀劍》
黃蜂殺手集團是武林有史以來最厲害的殺手組織，而唐郎又是最出色的黃蜂殺手。五年前，他因痛失妻兒到寒山寺清修，後來深覺雙手染了不少無辜者的鮮血，決心在退出江湖之前，殺掉金廷大內總管金希凡，爲民除害，爲己報仇。
太監金希凡武功不凡，爲人機詐善變，身邊高手雲集，又和消息靈通的令旗幫勾結，得到不少武林資料。但唐郎藝高膽大、頭腦靈活、神出鬼沒，和同門兄弟巧施妙計，與金希凡鬥智鬥勇。兩人均使用軟劍，正是棋逢敵手，到底誰勝誰負？……情節曲折，有緊張的打鬥場面，亦有纏綿的愛情故事。[19]
  - 《武俠世界》總號1588（第31年40期）～總號1598（第31年50期），註明“新派湖海恩怨录”
- 《殺手·魔鬼·如來佛》
武林平靜了數十年，因九大門派人材凋零，分崩離析，因此，不少武林高手暗中組合一個神秘組織——天道盟。殺手樂滿天受聘於九大門派的忠貞份子，去調查「天道盟」的大魔頭「佛祖」到底是誰。
樂滿天藝高人膽大，深入虎穴，不但揭穿自稱如來佛的「佛祖」的眞面目，而且聯合九大門派的忠貞份子，一舉殲滅組織嚴密的天道盟。可是，大功告成後，樂滿天却放棄應得之酧金絕塵而去，何解？故事情節曲折、緊張，扣人心弦。[20]
- 《無畏殺手》
楊開心的外號「無畏殺手」，爲人正義，專殺惡人。一日，一個神秘客重金聘他去殺華山派掌門人胡樹華，謂胡某人面獸心，姦污一少女。楊開心得知人證、物證均在武當山大會時會出現，便毅然參加，並在大會上揭其罪行，最后令他受傷後自戕。
此事很快傳遍江湖，人們議論紛紛，一是認爲胡樹華該死，楊開心是英雄；一是認爲此案另有內情，胡樹華是冤枉的。楊開心常以不曾錯殺一人而自詡，如今得知此案有疑點，便決心追查內情，結果如何呢？
「無畏殺手」是一個錯綜複雜，但又充滿親情、友情、人情的感人故事。[21]
- 《銀杏山莊》
銀杏山莊莊主已金盆洗手，不問江湖事。山莊座落於東洞庭山，湖光山色，是怡情養心的絕佳妙地。但每至月夜，莊內總有種神秘感，在銀輝映照下，一片幽深，莊嚴肅穆。
一個與世無爭的少婦，被人僱殺手追殺，在重重險境下，幾經艱辛才能苟延殘喘。殺她者是誰？爲何要殺她？
丁毅，是名殺手，他良心未泯，幫助少婦找尋追殺她的人，循線追至銀杏山莊。令他意外的是莊主早已不問世事，且晚年與愛女相依爲命。此事何解與銀杏山莊連上關係？事件使人撲朔迷離，結局更出人意表。[22]
- 《龍虎雙雄》
蕭瑟的黑夜野外，神捕閲秦嶺正在趕路追捕殺手蕭逸飛。蕭逸飛雖爲殺手，却是極有原則，即使是萬金亦不能移，是有所爲亦有所不爲的殺手——堅拒殘害忠良之人。
但殺人乃是犯法，故神捕被委任追捕他，然而岳秦嶺却不知其仇家亦正在向他展開追殺。連塲血戰使這故事更具氣勢，扣人心弦。[23]
- 《鳳凰劫》
美艷孤傲的洪小凰與鳳峯生同是冷酷的殺手。但自二人相戀後，均希望放棄此種殘酷生涯，却遭殺手集團千里追踪滅口及施以辣手相阻二人圓美夢，更牽出一段一段曲折離奇的身世。是一套集激烈打鬥、浪漫迷情的武俠小說。[24]

### 湖海驚魂錄
- 《拘魂使者》
  - 《武侠世界》總號1232
  - 《武侠世界》總號2509，重刊
- 《體變》
  - 《武侠世界》總號1240（第25年第04期）
- 《水晶宮》
  - 《武侠世界》總號2518，重刊
- 《神秘道觀》
  - 《武侠世界》總號2520，重刊
- 《刺符》
  - 《武侠世界》總號2523，重刊
- 《鴉神》
  - 《武侠世界》總號1265（第25年第29期）
  - 《武侠世界》總號2524，重刊
- 《活死人》
  - 《武侠世界》總號1276（第25年第40期）
  - 《武侠世界》總號2529，重刊
- 《烈火殭屍》
俠客傅雨生與乘雲道長、軒轅子及霍小青等人爲了替妓女白珮菱報仇追踪薄幸劍客古玉劍，途中遇到一羣被神秘鈴聲指揮的僵屍出來殘害百姓。爲了替民除害，他們跟踪僵屍，但這些僵屍竟在半途不翼而飛。後來他們在僵屍失踪地附近的白菊山莊借宿，却發現他們的住房裡有地道入口，而且頻頻出現一連串的怪事，莫非這山莊與僵屍有關？經過他們曲折、艱辛的偵探，並以他們高超的武功和智慧，終於查明眞相，原來這些僵屍是……
故事曲折驚險、富於刺激性和趣味性。[25]
- 《魔功》
江南武林中，無人不認識史金刀，但他却擔心西歸後，史家必難安枕。是以藉七十大壽那天拉攏名震武林的俠客傅雨生，慾憑其名頭及與武藝超羣的軒轅子之關係，震壓他的仇家。
在壽宴上，怪事發生了，史家的家丁、參加宴會的賓客、史老爺子的外孫女，均都不能自控地手舞足蹈。有武功的人，甚至功力大減。傅雨生和軒轅子爲了尋找發「功」之人，歷經艱險，跟踪追擊，最終才找到一個叫「大仙幫」的秘密組織。幫主功力深，將「功」發出，只要心目中有目標，無論多遠，都能使之手舞足蹈，喪失本身意志。傅雨生等人能否破滅這個充滿神秘的「大仙幫」？誰存，誰亡？[26]

### 独立成篇
- 《粉盒奇案》
  - 《武侠世界》總號1161～總號1168，时名“粉盒”
- 《鬼鎮捉妖》
自稱會捉鬼的郭三手在這小鎮的鬼屋中住了六年之久，有一日，鎮上突然來了賣唱的兩父女巫二胡及巫小娟，接着小鎮便發生了郭三手突然被鬼殺死又變成僵屍的事情，而且鎮上不斷有人被其吸血致死，一時間小鎮上人心惶惶，度無寧日，和尚與道士也束手無策，鎮上的人紛紛離鄉背井，逃難而去。
城裏的保安大隊長原賜福聞訊帶同助手小楊到小鎮喬裝暗查，多次潛入鬼屋，但屢遭僵屍伏擊。經過一番大智大勇的搏鬥，克服了重重艱難險阻，終於制服了僵屍，揭開了小鎮鬧鬼的秘密……
故事迂迴曲折，驚心動魄，旣鬥智又鬥勇，極富於刺激性和趣味性，深受廣大讀者歡迎。[27]
  - 《武侠世界》總號1192～總號1198，署名王一龙
- 《血洗英雄心》
  - 《武侠世界》總號1210
  - 《武侠世界》總號2452重刊，署名高健庭
- 《磨劍江湖》
  - 《武侠世界》？～總號1235（第24年51期）
- 《魔與道》
  - 《武侠世界》總號1243（第25年07期）～總號1245（第25年09期）
- 《埋劍出江湖》
貌美如花的麥青青初踏江湖便被一採花大盜誘至客肆欲將之污染，幸及時爲一青衫客所救，後在一武林名宿的壽宴上又巧遇青衫客，方知他便是曾二度救己的埋劍谷谷主。他於席前擊退到來挑釁的統一盟來使——宋氏三兄弟，麥青青對他甚爲讚賞，早已芳心暗許，唯青衫客連姓名也不相告便離去。
遭心上人冷落的麥青青竟在巫山再遇心上人，他在那裏等待愛侶，此時方知他名谷晴風，還知他與愛侶隔別十八年。自巫山相談後，麥青青便一廂情願的跟谷晴風浪跡江湖。
一日，他們在酒樓內襄助一個被統一盟門人欺淩的門派，竟惹來統一盟盟主現身，原來那盟主便是谷晴風朝思暮想的愛侶陰天晴；但她却否認，只說是陰的姊姊。谷晴風爲尋眞相，竟答允加入作惡多端的統一盟。
再遭冷落的麥青青重返巫山，却因失足昏暈山上，幸得她師伯路遇把她救回船上，但她却悄然離船，不幸在太白樓前被三名蒙面人圍困……欲知後事如何，請看下集大結局。[28]
麥青青在太白樓遭三名蒙面人圍困，幸其師梅花姥姥偶遇助其脫險，麥青青喜見師傅及師伯能復合，她便決心加入統一盟圖藉此接近谷晴風。
統一盟內雖守圍森嚴，但麥青青心念谷晴風，竟不怕冒生命之險，闖到盟主的樓房外偷窺，被她發覺盟主房內有一男人，但不是谷晴風，且知她原名不叫陰天晴，原來她用僞名假情欺騙谷晴風十八年；麥青青將此事告之心上人，無奈谷晴風不願相信，她悲憤下以毒害盟主，事敗，被盟主脫衣施刑，發覺她有一胎記，追問下方知麥青青便是被自己遺棄了的女兒，但她不想女兒知道自己的醜惡行爲，不敢相認，只留她在身邊作伴。
聲譽頗隆的雲劍堡堡主齊雲燕已混匿統一盟內，並得麥青青協助，裏應外合欲搗毀統一盟，眼前即將展開一塲生死決鬥，骨肉相殘之局，結果會是如何？請看本文。[29]
  - 《武侠世界》總號1258（第25年22期）～總號1261（第25年35期），时名“劍斷情未斷”
- 《女媧古琴》
  - 《武俠世界》總號1305（第26年17期）～總號1312（第26年24期），註明“恐怖神奇武侠中篇”
- 《魔域赤子》
一部武林秘笈惹起正邪各派互施詭計來爭奪，剎那間，人性醜惡盡顯無遺，江湖頓成魔域險境。
凌浩田又名林祖聰，爲人善良，自幼習武，由於天生魯鈍，不被師父畢思經所寵愛，常受師兄、妹欺淩，甚至被師父誣告強暴師妹，令他無辜入獄。幸好盜亦有道，得同困囚牢的大盜海老大所同情，助他逃獄至終南山海老大的巢穴——「七星寨」中棲身。凌浩田打算今後上山歸隱，從此退出多事之地。
失踪數百載的「神鼎眞經」盛傳藏於終南山，引來大批武林人士硬闖「七星寨」打探眞經下落，但因言語上衝突發生激戰，凌浩田不忍寨中兄弟被人戮殺，他訛稱眞經藏於玉泉洞，衆人遂把他挾持入洞尋找，但在混亂中，他被人踢下山洞絶谷……
不幸的遭遇接踵折磨這個身處魔域的赤子，他的生命會否就此而結束？而「神鼎眞經」又是落在何方？本書人物活龍活現，箇中情節峯迴路轉，令您愛不釋手。[30]
- 《蕭劍情仇》
  - 《武俠世界》總號1453（第29年09期）～總號1471（第29年27期）
- 《爭霸》
  - 《武俠世界》？～總號1505（第30年09期）
- 《塞外風雲錄》
  - 《武俠世界》總號1506（第30年10期）～總號1520（第30年24期）
- 《雪海血河》
大善人杜英陵一家七十餘口突遭滅門，兇手使用的是「小龍門」蛇形劍。天星堡堡主宋繼祖率堡衆捉到疑凶高迎龍，以囚車冒雪將高送出關外，欲生祭杜家亡魂。途經劍鎭，宋繼祖卻被指爲殺害鑄劍大師傅雪生全家五十餘口滅門血案的兇手，高迎龍反爲宋證明其冤。武林自此捲起驚天風暴，血戰連場。諸葛神捕率衆探尋血案眞相，蛛絲馬跡，撲朔迷離，曲折離奇……[31]
武林群豪歷盡艱辛，冒險犯難，探知杜善人與傅鑄劍師兩家一百多人慘死血案，皆與製作假古畫出售牟利有關。諸葛神捕力擒杜家滅門血案兇手，卻又縱其離去，率群豪忽從關外奔入中原追尋買兇殺人之禍首，竟發現威震武林的南宮世家大有可疑……
最後連場血戰，驚心動魄！[32]
- 《倚刀云燕》
故事描述明朝英宗年間，蒙古瓦剌部落對大明國圖虎視眈眈，寄身瓦剌的漢人少俠陳萬里，因愛國思鄉之心而偷回中土，途中三番四次救了俠女溫柳煙，兩人遂萌生愛意。正當他們將要玉成好事之際，溫自小訂婚、且以爲十二年前已死去的未婚夫突然出現，致使好夢難圓。而陳則因其父在瓦剌爲官而背漢奸之名，更遭大明的一些不明眞相的武林高手追殺。
正當他深感在中土難以立足的時候，瓦剌大舉侵明，陳萬里驍勇善戰、英雄殺敵、與大明軍民一起擊敗瓦剌，他的行動使誤解他的人改變了對他的看法。最後他與溫柳煙這對有情人是否能共偕連理呢？
故事充滿了正與邪兩方面的鬥爭，情節曲折，內容感人，場面壯觀。[33]
- 《武林謎圖》
長江兩岸，集結了無數武林幫派。
一張武林謎圖，搞得武林血雨腥風。
以駱致遠爲首的長龍幫欲稱霸武林，以楚天翔爲首的巨蛟幫誓爲武林伸張正義！
駱致遠被武林謎圖迷了心竅，日思夜想欲得之，拉人馬到黃山尋找，正給了白道一個擊破長龍幫的機會。但駱致遠武功超卓，內力深厚，實無人能敵。
誰知，駱致遠得到秘籍後，竟不戰自敗……長龍幫也從此垮台，原因何在？[34]
  - 《武俠世界》總號1636（第32年36期）～總號1649（第32年49期）
- 《迷城飛鷹》[35]（武侠世界英雄系列01～03）
經常流連於花街柳巷，人稱十一少的富家子倪立，在一次賭局中變得不名一文，更被人綁架至塞外茫茫大漠中的迷城，在迷城中，他生活在一個不見天日的世界，每天被人強逼鑽研武功，參加決鬥，最后，更被強逼娶一個來歷不明的妻子，一切遭遇如謎，要等他去解開其中的秘密……[36]
  - 《武俠世界》總號2143（第42年25期）～總號2167（第42年49期）

### 魔曲天經
香港导演唐基明加盟邵氏，拟照方逸華要求拍一部特殊题材的大制作影片，联络西门丁构思剧本。该故事舞台包括上海、马来西亚、埃及等地，兼备武打、枪战要素，更有秦陵和金字塔的剧情，十分具有创新性。无奈剧本尚未完成，邵氏便决定退出影坛，进军电视行业。西门丁觉得素材可用，便据该故事创作出《魔曲》这部科幻小说，交《武俠世界》登出。後來《武俠世界》約他繼續這一類型作品，但是西門丁稿約太多，只交了《天經》這一部續作。
- 《魔曲》）
一阙乐曲，令人听来毛骨悚然，而拉奏者会变得极度兴奋、心脏日渐衰弱甚或致死；这段残缺不全的乐章，被人称之为“魔曲”。
几个身份各异、国籍不同的人，都忽然会不由自主的拉奏或哼着这阙乐曲，他们都不明中魔原因，遂求见当时精通命理的钟楚雄，为他们寻找答案；钟楚雄甚感兴趣，并答应进行硏究。
一日，钟楚雄被数名杀手所追杀，更连累其中一名中魔者致死，他愤怒之余积极调查内里真相，发觉此事与另一中魔者有关，而且牵涉一宗国际盗墓案中，于是他展开越洋追查，因而揭发魔曲之谜。[37]
  - 《武侠世界》總號1324（第26年第36期）～總號1331（第26年第43期），註明“幻想奇情小说”
- 《天經》
“素女经”是前人描述闺中秘密的古籍，它不单惹人遐思，而且早于宋代，曾经引起一端疑幻似真的故事。千多年后在上海，故事续延，令人更加惊异不已……
自称安南人的黎自添，性情孤僻，喜研玄学，怕近女色，行动使人扑朔迷离。有“通天晓”之誉的钟楚雄，为人耿直豪爽，是典型的英雄侠士。一日，两人不约而同的拜会相学名家，因而结缘。黎自添欣赏钟楚雄的精明能干，遂请求他替其找寻在千多年失踪的祖先遗迹，此种荒谬任务，使钟楚雄啼笑皆非。
此后，黎自添就失去踪影，而钟楚雄却被黑帮俘虏，要他协助到长城寻宝，而他也发觉此事与黎自添有关。至此，他俩经历到一场令人不可思议的曲折遭遇。[38]

### 齊雲飛傳奇
- 《胡姬》
  - 《武侠世界》總號1271（第25年第35期）～？
- 《鐘聲魅影》
  - 《武侠世界》總號1284（第25年第48期）～？
  - 《武侠世界》總號2431～總號2432重刊，署名王一龍
- 《毒神仙》
齊雲飛和柳撷紅應約到洛陽滿堂賓酒樓，已見多位武林高手齊集，他們都說有難事要他倆幫助解決，首先是梅園主人梅北山的夫人橫死在花樹下；第二件是華山派掌門人失踪兩年，下落不明，失踪前任何跡象也沒有；第三件是名震江湖的震遠鏢局接二連三的失鏢，不但財物不見，連人也被殺死，仍未知兇手是何人；第四件是崆峒派掌門二弟舒燕北不知何故竟姦嫂嫂，又姦徒兒，他在江湖上素有義俠之稱，連他自己也不知爲何幹出此事；第五件是武當派失去秘笈及鎭派之寶劍，但何時給人投去，仍是個謎；最後便是當今三太子無故失踪，因他登基在即，皇上喻江北神捕接辦此案。
經過他們連月明查暗訪，發覺所有事情都是同一主腦，那人便是江湖上號稱毒神仙的赫連老魔，他爲何攪出這麼多事？又能否被擒？[39]
  - 《武侠世界》？～總號1304（第26年第16期）
- 《龍鳳錯》
  - 《武侠世界》總號1545（第30年第49期）～總號1556（第31年第08期），註明“齊雲飛後傳”

### 杜一非傳奇
- 《巨龍幫》
巨龍幫，財雄勢大，盤踞長江一帶。幫主上官光明武功深不可測，無人能敵。但忽然「死」在棺材裏。
杜一非、凌展雲都是武林後起之秀，經常行俠仗義，因何結成不解仇，定要生死決鬥？原來有個隱匿江湖的玉兔幫作怪。
玉兔幫幫衆行事蒙面隱踪、手段兇殘；幫主更是武功蓋世，有此武功者，在武林中寥寥可數，到底是誰呢？幾經艱辛曲折，終於揭發玉兔幫幫主的身份，卻原來是已「死」的人……[40]
  - 《武侠世界》總號1650（第32年第50期）～？
- 《鳳棲梧桐》
江湖上享有「小刀王」盛譽的葉桐與華山派的弟子何小鳳深深相愛，準備雙宿雙棲。這本來是極平常之事，但却引起武林中衆多白道中人的關注和干預，甚至還帶來一場武林風暴。究竟是何緣故？最后「鳳棲梧桐」的願望能否實現呢？[41]
- 《英雄夢》
大俠燕北漢和史重生殺了俠譽滿江湖的周千峯，可是，史重生又死在燕北漢的槍下，但他說史重生半夜偷襲他，爲了護命才反擊……情節撲朔迷離，牽連甚廣，打鬥激烈刺激，結局出乎意料。[42]
- 《劍寒脂香》

### 天涯俠客无刃刀
- 《烽火孤雛》
  - 《武俠世界》總號1522（第30年第26期）～總號1544（第30年第48期）
- 《刀光千里》
  - 《武俠世界》總號1557（第31年第09期）～總號1578（第31年第30期）
- 《烽火大俠》
本故事描寫在遼金侵宋時期，中原一批熱血義俠，他們本屬各門各派，正邪混雜，卻爲抵禦外侮而聚成義軍，其中以「烽火大俠」余顧南，武功蓋世。他目睹金兵入侵塗炭百姓後，即單槍匹馬，怒闖金國，於數萬御林軍和大內侍衛的包圍中，竟能脅持金主，救出其愛徒，情節驚心動魄。
後又匯合衆義軍，截糧擾敵。尤其是懷州一役，更肩負擒王重任，所向無敵。
此後余大俠即以滅金爲已任，絕跡武林，輾轉沙場，聲名顯赫。[43]
  - 《武俠世界》總號1618（第32年第18期）～總號1635（第32年第35期）

### 丐幫故事
- 《丐幫之主》连载时原名“丐幫少爺”
- 《天下第一幫》

### 尚未结集出版
- 《仇迷》
  - 《武侠小说周刊》1978年
- 《小鎮風雲》[44]
  - 《武侠世界》1980年

武俠短篇
- 《喋血無風渡》
- 《戲班風雲》
- 《冤獄》
- 《無恥之徒》
- 《迫虎跳牆》
- 《賊兄盜弟》
- 《馬幫》
- 《喋血万春樓》
- 《雙龍會三虎》
- 《野鴛鴦》
- 《玉面天魔》
- 《保鏢》
- 《天蚕神衣》
- 《黑蜘蛛》
- 《唐門快婿》
- 《風雪埋恩仇》
- 《一劍寒五寨》
- 《鴛鴦連環踢》
- 《四君子》
- 《血染華山》
- 《閻王令箭》
- 《金絲甲》
- 《仙鶴靈鹿》
- 《重出江湖》
- 《大報復》

武俠極短篇
沈西城主持《武侠世界》，请西门丁创作武侠极短篇，本拟邀稿十篇，可惜读者反响评评，只登了两篇便无疾而终。
- 《餌》
- 《秘笈》

配詩武俠極短篇
受詩人路雅邀請，配其新詩而作的武俠極短篇，2004年由《詩網絡》登出。
- 《尋仇》
- 《擒拿手》
- 《這夜的燈火過後》
- 《決戰》
- 《暗器》
- 《冷目》
- 《禪夜》

燕高行故事系列
- 《載酒江湖行》
- 《摘星怨》
- 《放馬黃河》
- 《琴心恨》
- 《虎膽英雄》

指神沈七郎傳奇
- 《龍在天》
- 《風在吼》
- 《雪在飄》
- 《血在沸》
- 《人在笑》

魔域傳奇
- 《魔域明珠》
- 《刀揜黃沙》
- 《瀚海情刀》
- 《風雨江湖路》
- 《寶刀蕩魔》

風小月俠義故事
- 《龍潭飛鳳》
- 《香車夫人》

江湖風險系列
- 《江湖無處不風險》
- 《血濺上海灘》
- 《決鬥黃浦江》
- 《浪子歸宿》

黎明剿匪系列
署名：王一龙
- 《天譴》
  - 《武侠世界》總號1244（第25年第08期）～？
- 《玉觀音》
- 《虎口鴛鴦》
- 《喜臨門》

烽火遊龍系列
- 《烽火游龍》
- 《大帥与大盜》
- 《大鬍子的秘密》

上海千門故事
本系列开始时正值《武侠世界》总编辑以1997年将近而辞职移民，无人督促作家交稿，西门丁由此搁笔不再创作民国动作小说。
- 《奇謀妙計奪掌門》

独立成篇
- 《英雄淚》
  - 《武侠世界》總號2168（第42年第50期）～總號2248（第44年第26期）
- 《韓鐵衣傳奇》
  - 《武侠世界》總號2297（第45年第23期）～總號2317（第45年第43期）
- 《英雄何處》
  - 《武侠世界》總號2318（第45年第44期）～待查
- 《迷窟潛龍》（武俠奇情小說）
  - 待查～《武侠世界》總號2411
- 《金紙扇》（武林愛國俠情故事）
  - 《武侠世界》總號2412～總號2474
- 《鐵血染鏢旗》（湖海俠義故事）
  - 《武侠世界》總號2475～總號2501
- 《魔島證俠骨》（俠義奇情鬥智小說）
  - 《武侠世界》總號2502～總號2523

武俠推理緝兇小說（署名：高健庭）
- 《連環案》《武侠世界》總號2467

待考（署名：王一龍）
- 《關門弟子》：《武侠世界》總號1313（第26年第25期）～《武侠世界》總號1323（第26年第35期）

推理小说（署名：唐煌）
交香港《文汇报》，每月一个故事
- 《歌星之死》
- 《霧》
- 《殺警》
- 《藥局》
- 《泥巴》
- 《炒股風雲》
- 《借刀殺人》
- 《酒樽的證言》
- 《告密者》
- 《械劫》